# Слобожанское (Днепропетровская область)
Слобожанское (укр. Слобожанське, до 2016 года — Юбилейное) — посёлок, Слобожанский поселковый совет, Днепровский район, Днепропетровская область, Украина. Является административным центром Днепровского района, а также Слобожанского поселкового совета, в который входят и другие населённые пункты.

## Географическое положение
Посёлок городского типа Слобожанское примыкает к северной окраине города Днепр, между автомобильными дорогами М-04 (E 50) и T-0405 Т-0410. С северо-восточной стороны к посёлку примыкает парк «Дружба», который в настоящий момент представляет собой лесопарковую зону. К северу от посёлка построен коттеджный микрорайон «Золотые ключи».

## История
24 февраля 1987 года юго-западный жилой массив города Подгородное был выделен в отдельный населенный пункт (пгт. Юбилейное). 12 мая 2016 года Верховная Рада Украины переименовала пгт. Юбилейное в пгт. Слобожанское.

## Население
В январе 1989 года численность населения составляла 9267 человек.
По состоянию на 1 января 2013 года численность населения составляла 12 801 человек.

### Языковой состав
Родной язык населения по данным переписи 2001 года:
| Язык       | Численность, чел. | Доля     |
| ---------- | ----------------- | -------- |
| Украинский | 7 141             | 61,95 %  |
| Русский    | 4 074             | 35,34 %  |
| Другие     | 313               | 2,71 %   |
| Итого      | 11 528            | 100,00 % |

## Экономика
- Днепропетровский тепличный комбинат,
- Мясокомбинат «Юбилейный»,
- ЧП «Дивоцвит»,
- Днепропетровский НИПИ землеустройства,
- ГП «Южный рынок»,
- Племенной завод ЧАО «Бджолоагросервис»,
- ООО «Агросельпром»,
- ООО «Биотерра»,
- ООО «КПД»,
- Компания «Агро-Союз»,
- Крафтовые сырные конфеты Олега Соловьева

Недалеко расположены крупные торговые центры — «Метро», «Эпицентр», ТРЦ «Караван», а также аэропорт «Подгородное», фактически закрытый в настоящее время.

## Объекты социальной сферы
- КЗ "Центр соціальної підтримки дітей та сімей «Добре вдома» Дніпровської районної ради Дніпропетровської області (Служба раннього втручання; Служба підтримки дітей; Відділення тимчасового влаштування; Відділення матері та дитини; Малий груповий будиночок).
- Школа I—III ст.
- Школа I ст.
- Детский сад.
- Детский дом.
- Фельдшерско-акушерский пункт.
- Хирургический центр им. Н. И. Пирогова
- Дом культуры.

## Транспорт
От центра Днепра автобусный маршрут № 115 (площадь Успенская — улица Василия Сухомлинского), от площади Старомостовой маршрутки № 149 (площадь Старомостова — улица Василия Сухомлинского) и № 59 (площадь Старомостова — улица 8 марта). От Самарского острова через центр поселка городского типа курсирует автобус по маршруту № 42 (Самарский остров — жилой массив Левобережный-3). По поселку пролегает маршрутка № 1 (улица 8 марта — Мясокомбинат). Из электротранспорта к краю Слобожанского курсируют троллейбусы маршрутов № 3 (улица Холодильная — площадь Старомостова) и № 7 (улица Холодильная — улица Европейская).

## Галерея

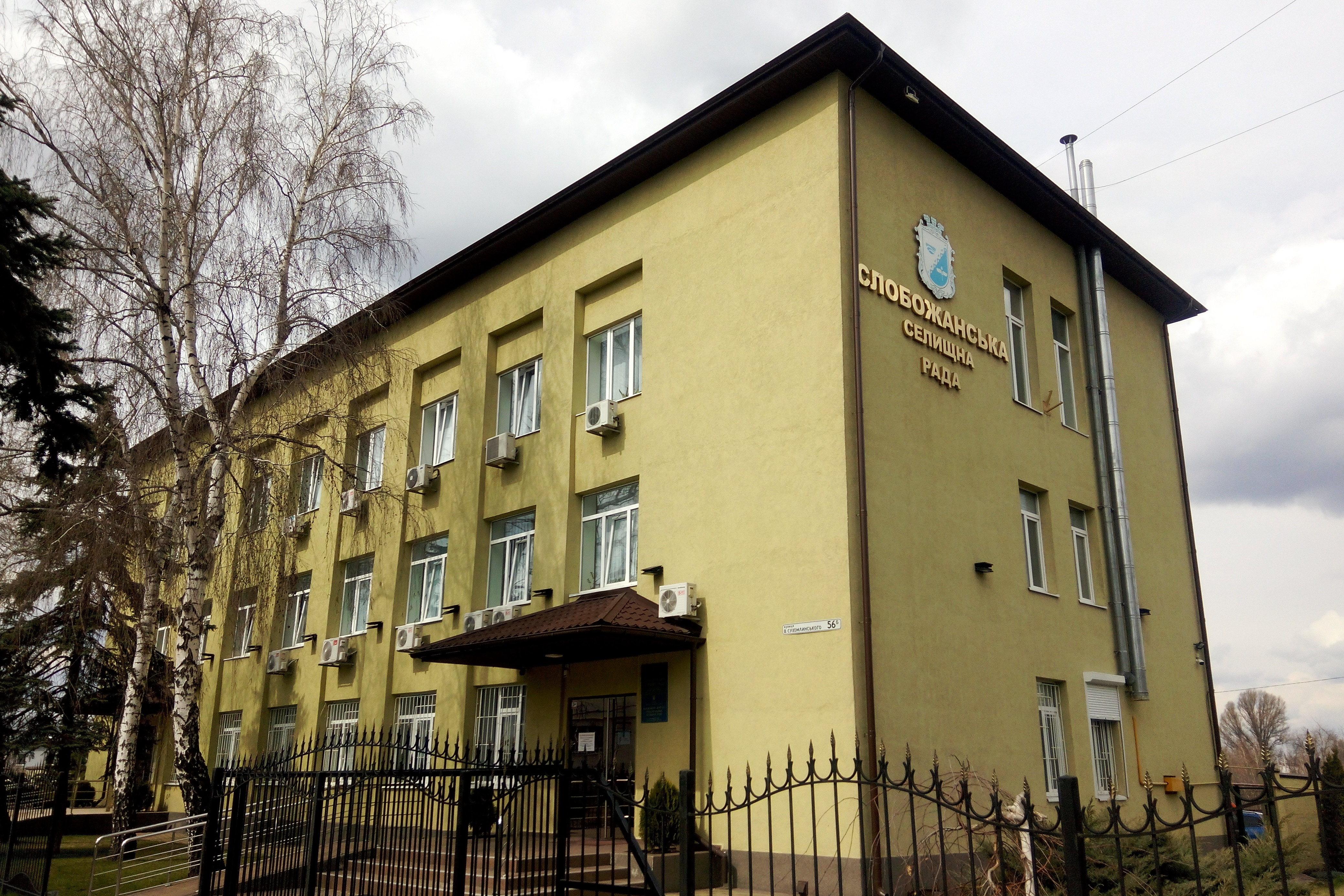
Поселковый совет
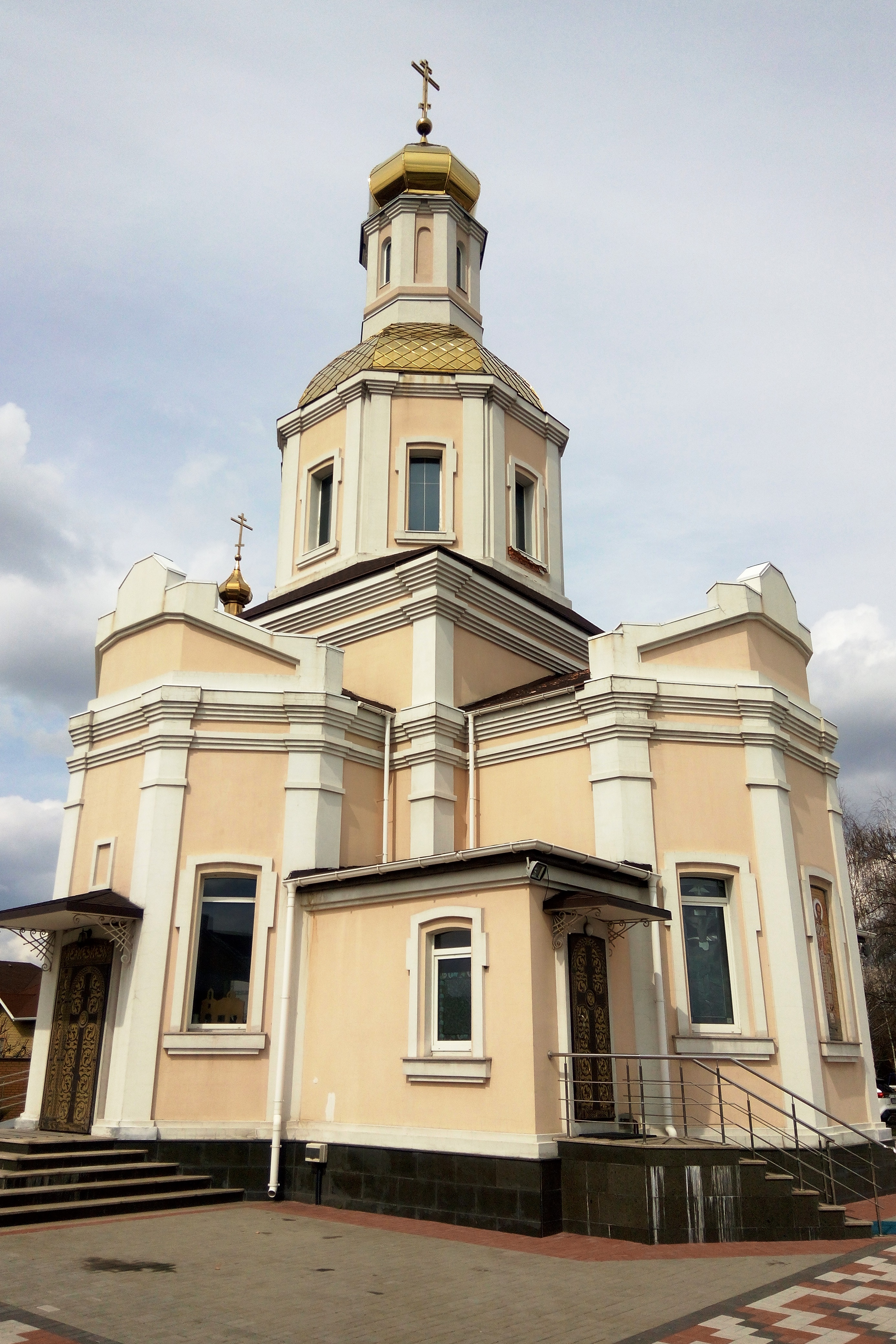
Храм Святителя Иоанна Златоуста
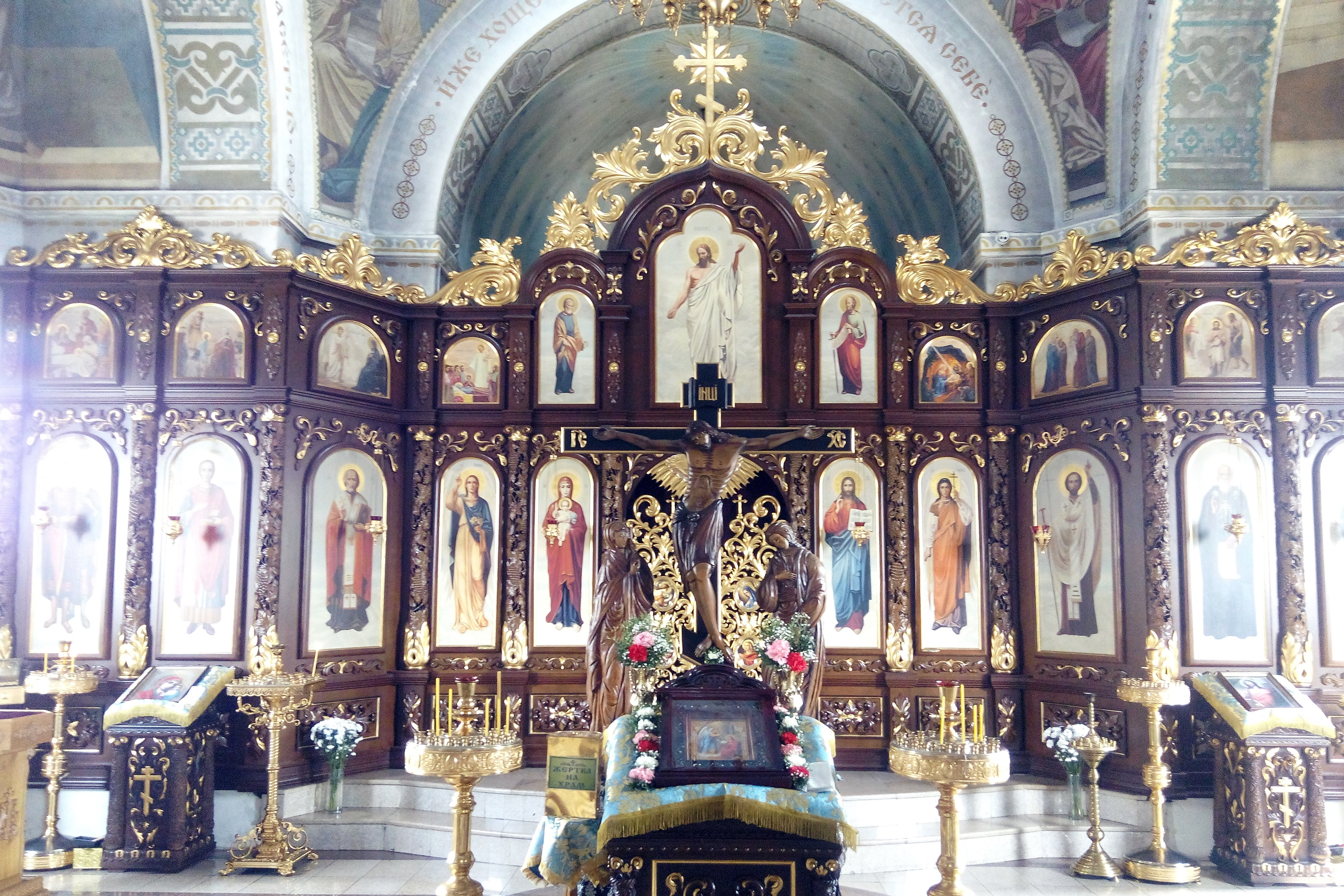
Иконостас в храме
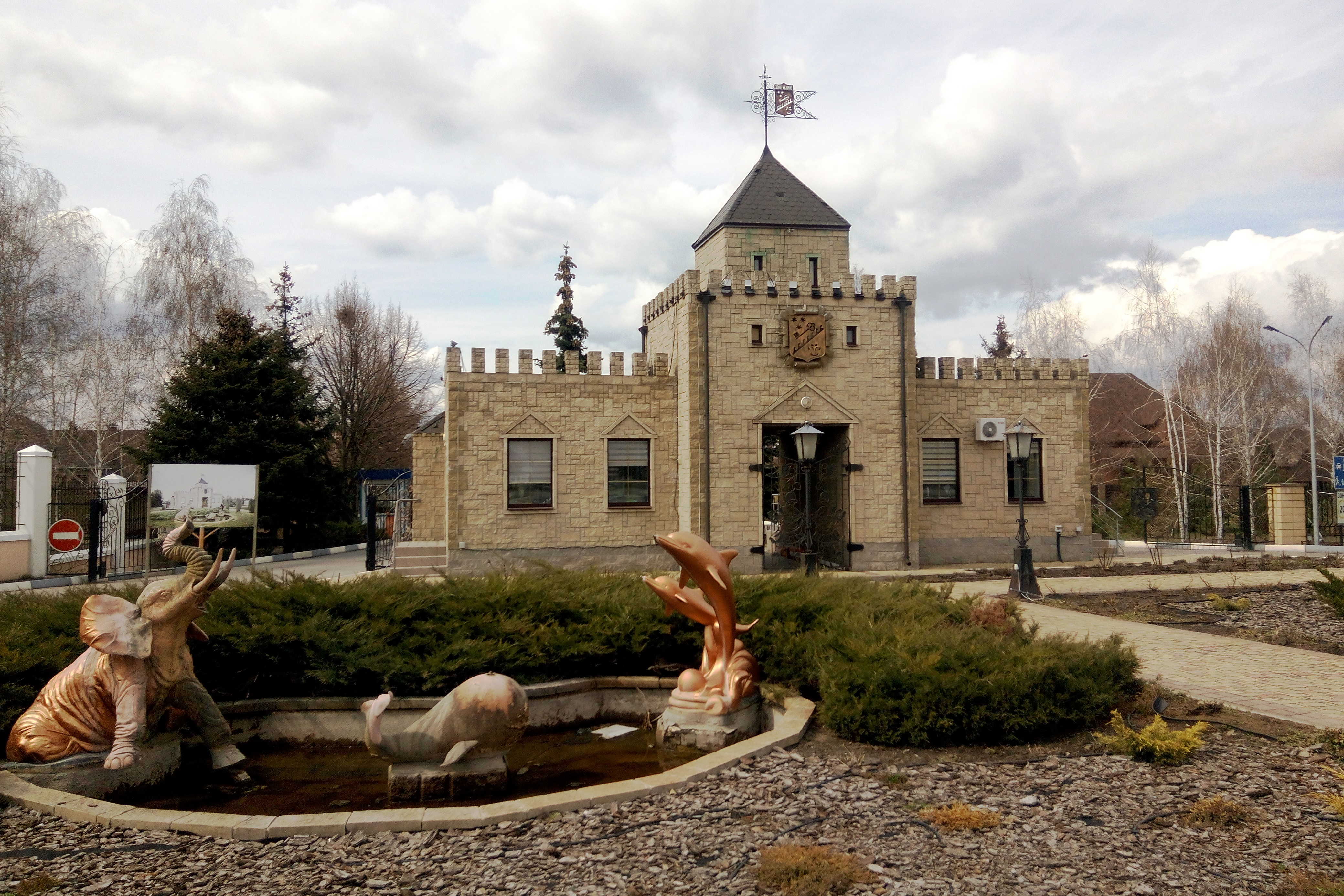
Коттеджный посёлок «Золотые Ключи»
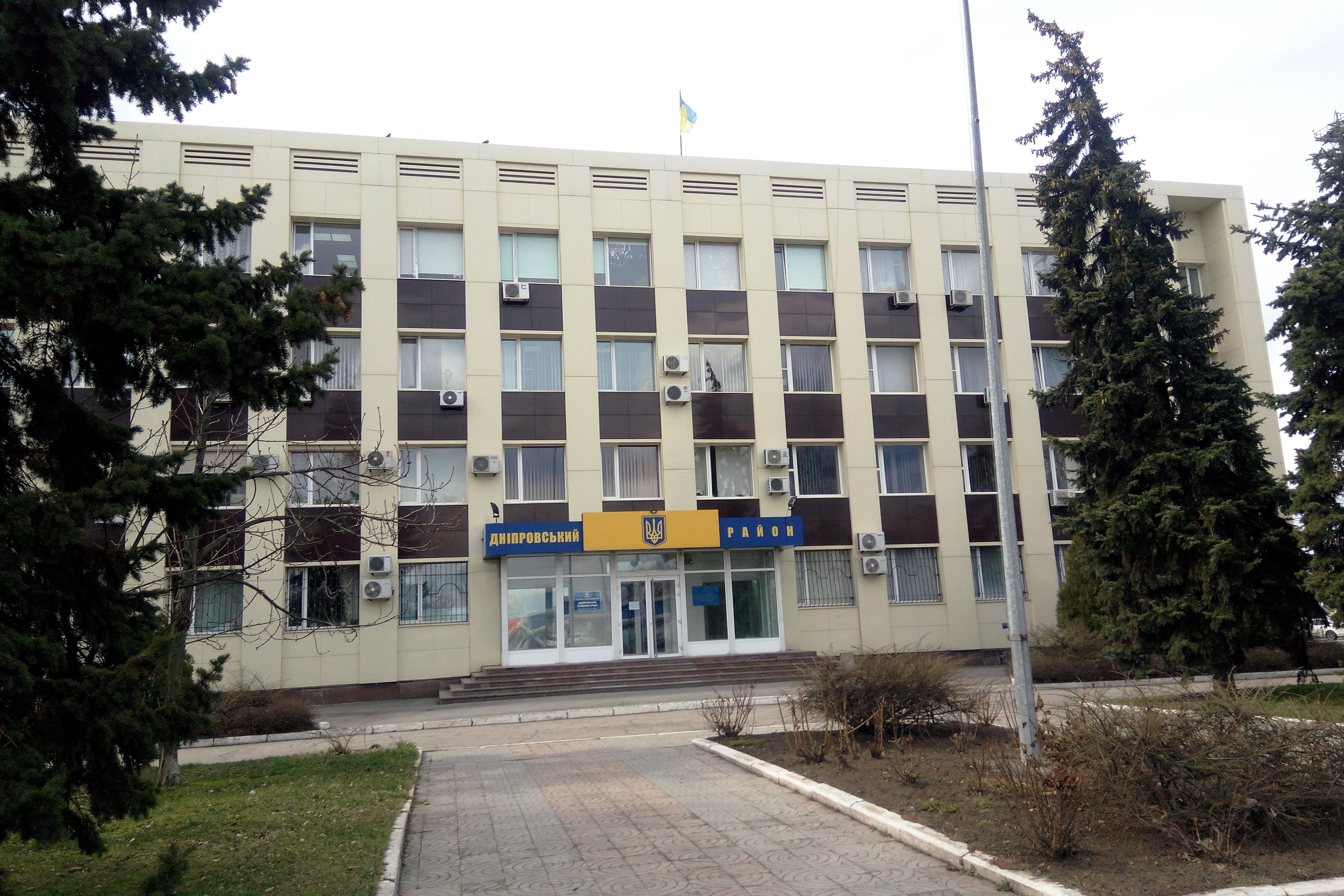
Днепровская районная государственная администрация
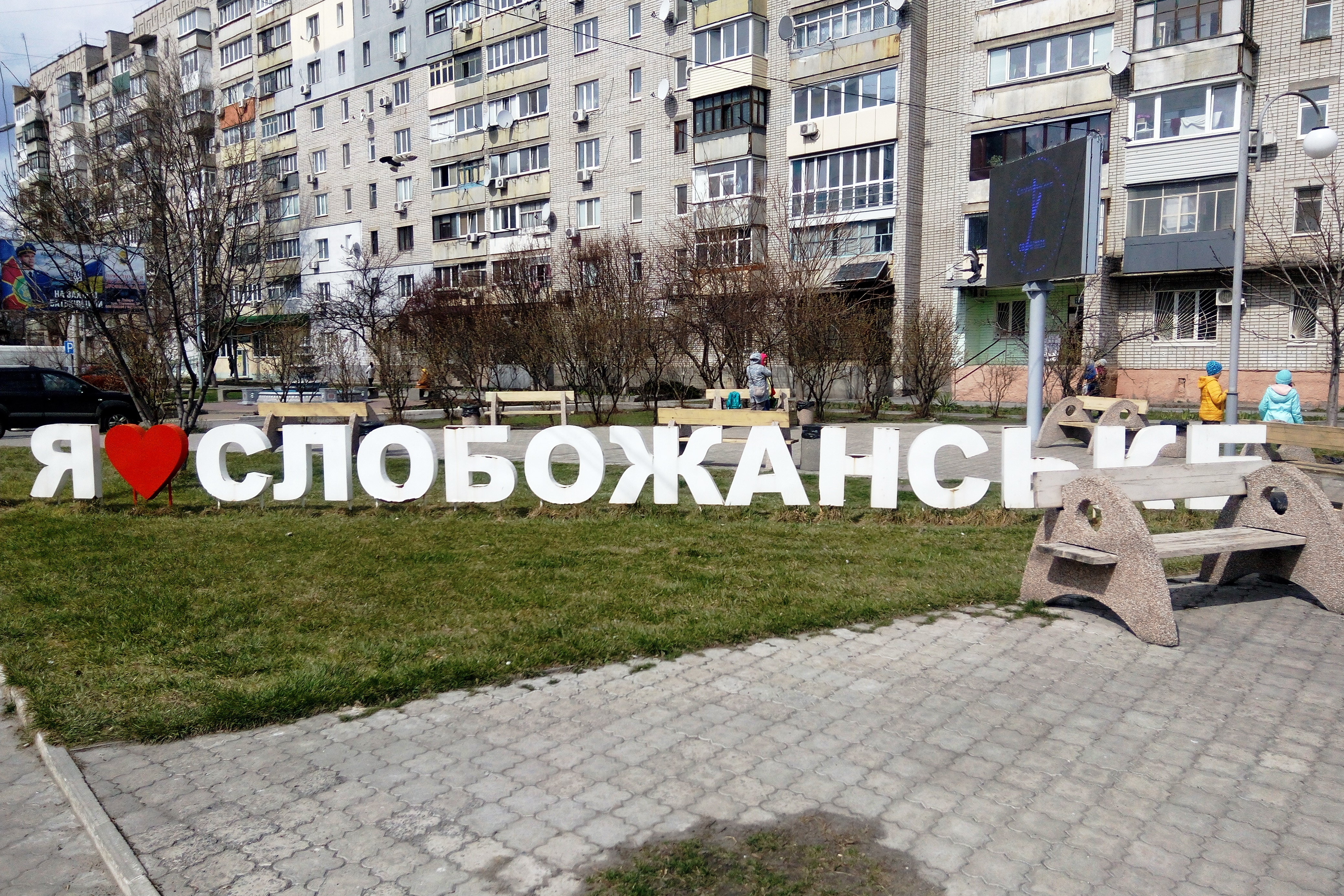
Арт-объект «Я люблю Слобожанское»
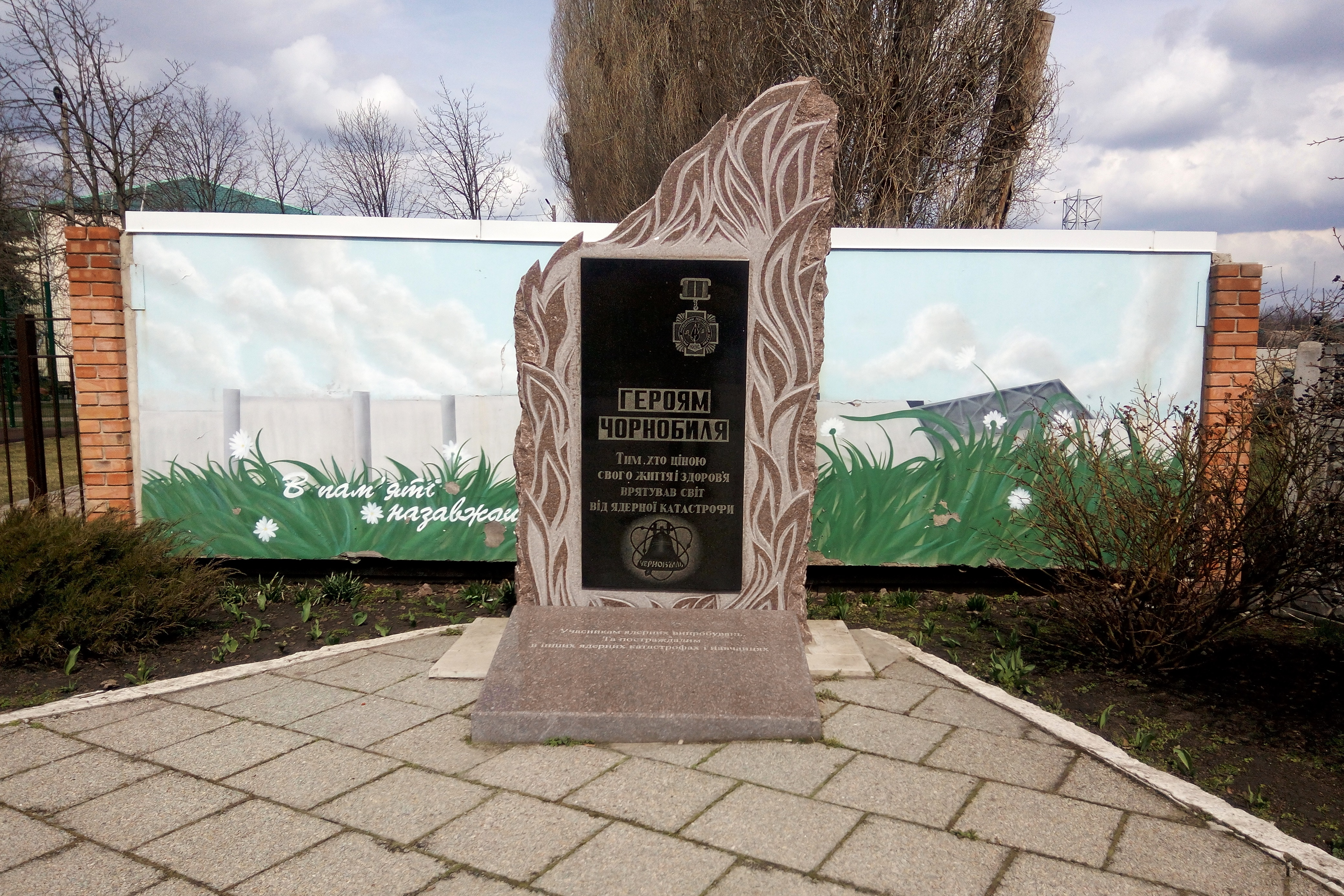
Памятник чернобыльцам
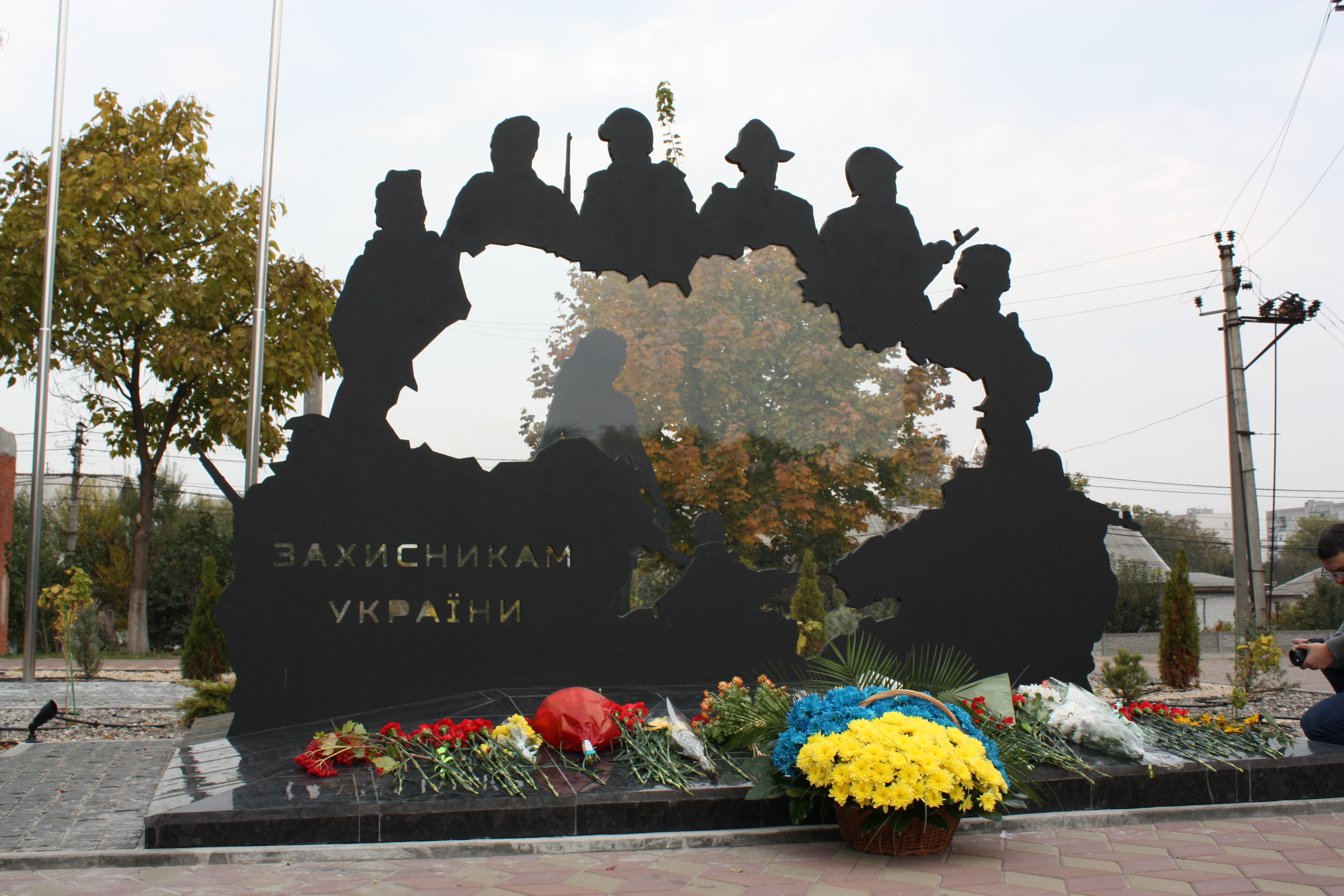
Памятник защитникам и защитницам Украины в Слобожанском
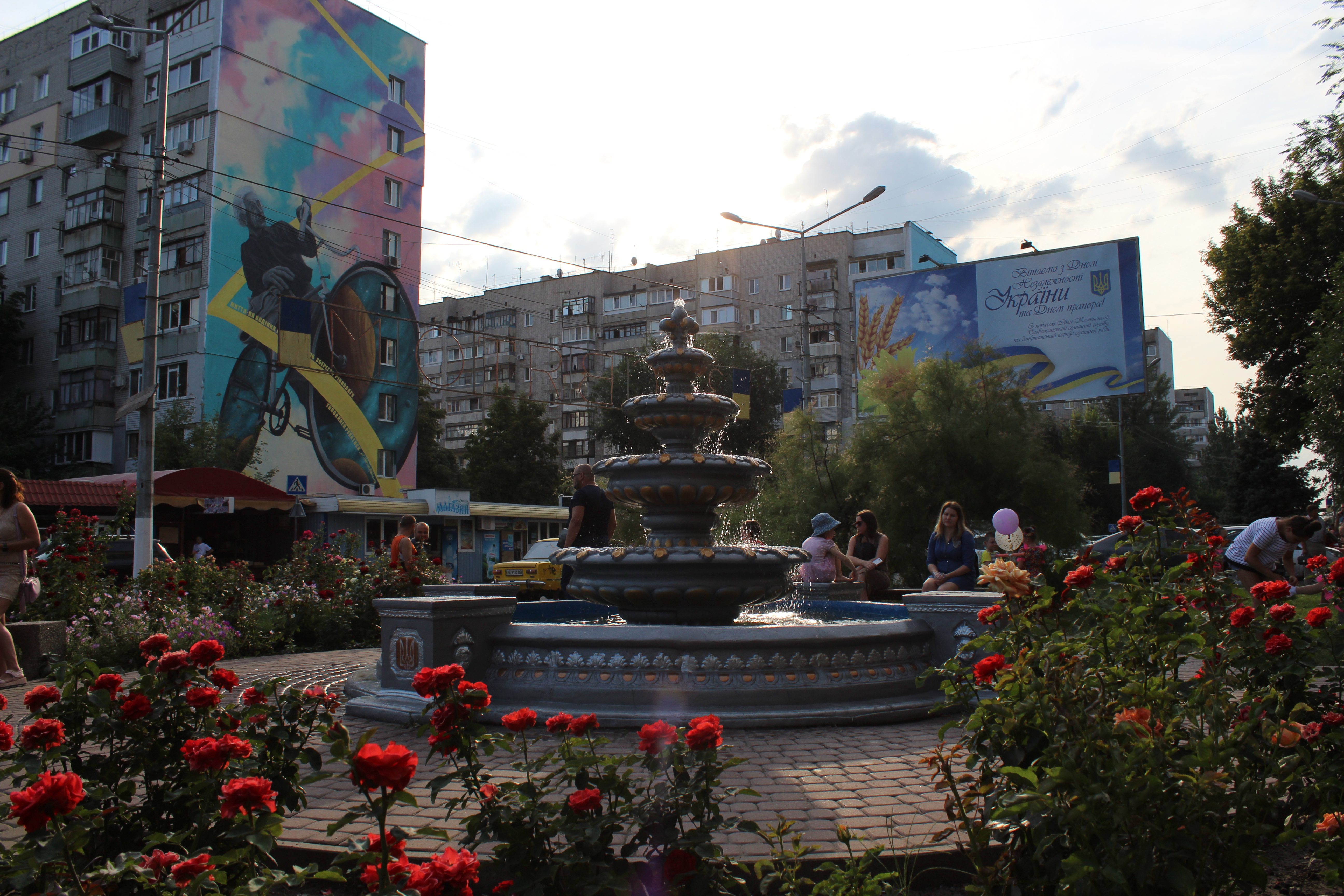
Фонтан в Слобожанском
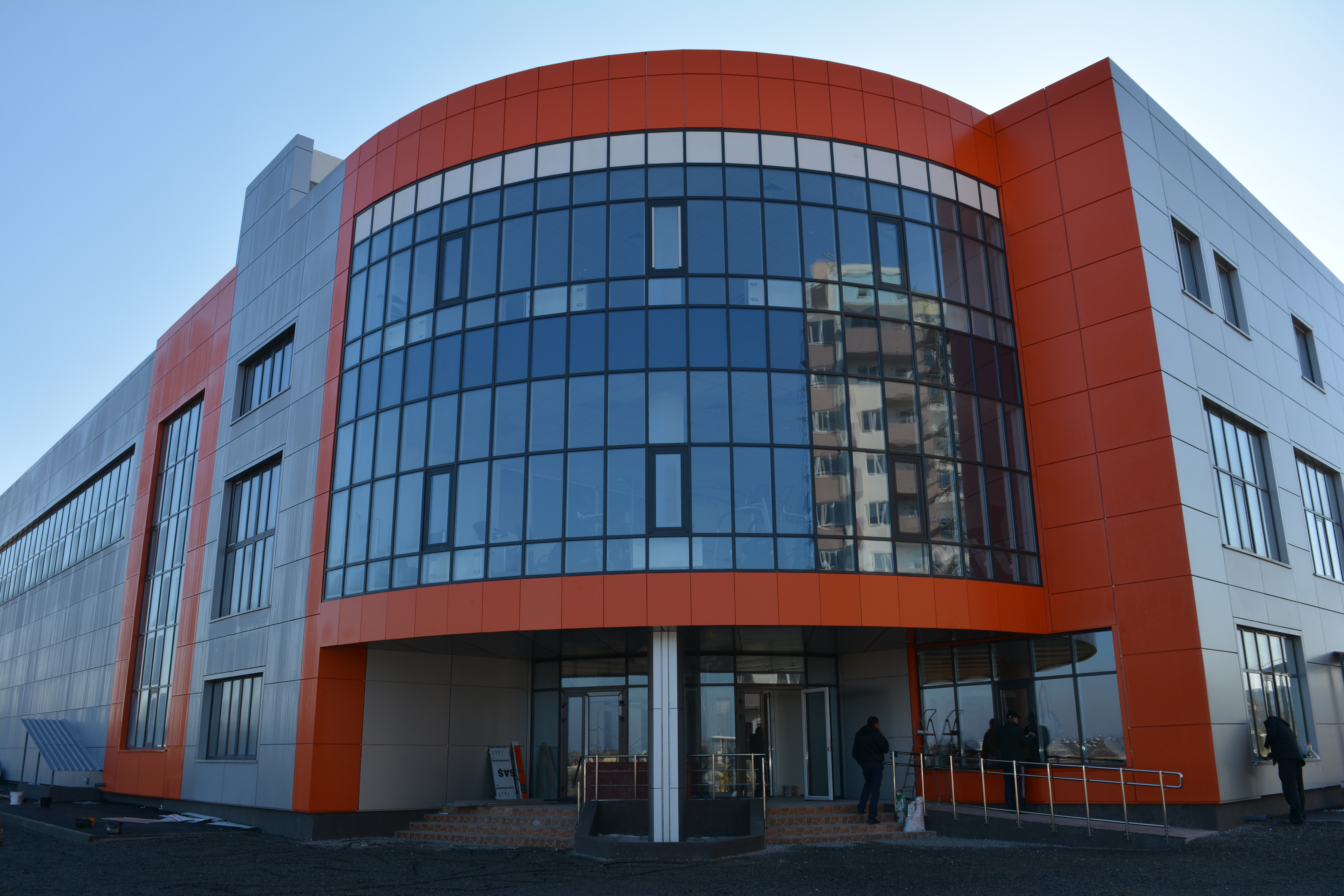
Спортивный комплекс «Слобожанское»